# Gasometro di Zwickau
Il Gasometro di Zwickau, chiamato anche vecchio gasometro (in tedesco Alter Gasometer), è un ex gasometro, situato nell'omonima citta in Germania, riconvertito in centro culturale e sala espositiva.
La costruzione iniziò nel 1874 e fu completata nel 1875. La capacità della struttura era di 3000 m³ e forniva il gas alla città di Zwickau. Nel 1900 il gasometro venne dismesso e trasformato in un magazzino, cadendo poi in disuso e  venendo abbandonato. Negli anni '90 il comune avviò un progetto di riqualificazione del complesso, con i lavori di ristrutturazione che durarono dal 1998 al 2000. In seguito venne ceduto a una associazione che lo riconvertì a centro culturale, per ospitare mostre e concerti musicali.